# Loi des élections en temps de guerre
La Loi des élections en temps de guerre est une loi du Dominion du Canada approuvée par le roi George V le 20 septembre 1917. Adoptée dans le contexte de la Première Guerre mondiale (1914-1918), elle consista en une modification de la Loi des élections fédérales jusqu’alors en vigueur au Canada. L'objectif était de changer les qualifications nécessaires pour être un électeur et de donner la possibilité à certaines femmes de voter aux élections fédérales. Avant son adoption, les personnes considérées comme légitimes à voter à un niveau fédéral étaient des sujets britanniques de sexe masculin, âgés d’au moins 21 ans et propriétaires d’un bien immobilier.

## Contexte

### L’implication du Canada dans la guerre de 14-18
Avec la déclaration de guerre de George V à l’Allemagne le 4 août 1914, le Canada se retrouve dans un contexte particulier qui a de nombreuses répercussions sur la vie politique et publique. En effet, ce pays était un État quasi-indépendant membre de l'Empire britannique qui n’avait «pas la maîtrise de ses propres affaires étrangères». De ce fait, il entrait alors juridiquement en guerre en même temps que le Royaume-Uni en août 1914. Malgré le fait que la participation à l’effort de guerre restait du ressort du gouvernement canadien, plusieurs historiens semblent avancer le fait que leur soutien était tout naturel. En effet, la séance extraordinaire du 18 août 1914 au sein du Parlement canadien a donné lieu à l’adoption de toute une série d’initiatives gouvernementales au sujet de la guerre. Max Nemni, politologue canadien, avance même que «le sentiment du devoir envers la patrie anglaise imprègne toute la société canadienne […]». Plus de 30 000 volontaires seront envoyés en Angleterre dès octobre 1914, tandis qu’au sein du pays, plusieurs organismes se mobilisent (le Fonds patriotique canadien, la Commission des hôpitaux militaires, les Églises) pour contribuer à l’effort de guerre. Peu de temps après, des commissions se développent dans certaines industries pour gérer les manques engendrés par la guerre. On peut citer notamment la création de la Commission impériale des munitions (Imperial Munitions Board) en 1915, chargée d’organiser la fabrication de matériaux de guerre, ou encore the Board of Grain Supervisors, qui gérait le prix et l’exportation du blé.

### Les tensions entre Canadiens français et Canadiens anglais
Plusieurs historiens s’accordent à dire que le volontariat avait donné lieu à de bons résultats dès le début de la guerre. Il est aussi important de noter que par le système d’alliance mis en place en 1904 entre le Royaume-Uni et la France au moyen d’une série d’accords bilatéraux, ces deux nations se retrouvaient alors dans le même camp dans le contexte de guerre. Selon Max Nemni, cela avait alors grandement facilité le soutien et le patriotisme de la part du Canada. Pourtant, l’auteur recommande de rester prudent au sujet de cette affirmation. Il rappelle que «les sentiments des Canadiens français tant envers la France que l’Angleterre ne sont pas de même nature que ceux des Canadiens anglophones envers la Grande-Bretagne». Le lien des Canadiens français à la France, plus ambivalent, expliquerait l’enrôlement moins important de cette frange de la population. Plus généralement, et de manière paradoxale, de nombreuses tensions qui existaient avant la guerre entre Canadiens français et anglais se retrouvaient alors d’autant plus marquées à ce moment-là. Selon l’historien Ramsay Cook, les discordes étaient de deux natures: premièrement, le Règlement 17 qui restreignait l’enseignement en français dans les écoles en Ontario avait déjà passablement marqué les Canadiens français et créé des divisions avec les anglophones. Sans soutien de la part de Robert Borden (qui était à cette époque le premier ministre du Canada) lorsqu’il fut demandé au gouvernement d’intervenir sur la question, la situation devint pire pour les défenseurs de la langue française. Dans le même temps, les questions autour de la conscription divisaient également anglophones et francophones. Comme le note Ramsay Cook, le volontariat avait passablement baissé au Québec à partir de début 1916. L’historien explique ce changement par l’attachement faible des Québécois à la Grande-Bretagne et même à la France. Il faut aussi noter que l’anglais restait la langue dominante sur les fronts et dans l’organisation militaire de manière générale, ce qui ne favorisait pas nécessairement un enrôlement des Canadiens francophones.

### Le gouvernement de Robert Borden (1911-1920)

#### La crise de la conscription
Face aux chiffres inquiétants d’engagement dans la guerre (5 530 volontaires seulement en avril 1917), Robert Borden était appelé à se positionner. Le volontariat ne semblait désormais plus une option efficace. Parallèlement à cette situation, le Parti conservateur dont faisait partie Borden avait perdu de sa popularité. Cette baisse était due à plusieurs scandales qu’évoque Ramsay Cook dans son analyse: «Il y avait les affirmations selon lesquelles le centre du Canada, en particulier l'Ontario, avait été favorisé dans l'octroi de contrats de munitions. [...] La "politique" semblait prendre le pas sur le "patriotisme"». Dans ce contexte, le premier ministre devait non seulement assurer la réputation de son parti, mais aussi prendre une décision urgente face aux pertes humaines qui continuaient de s’accumuler en raison de la guerre. Il annonça ainsi un enrôlement obligatoire le 18 mai 1917, en proposant quelques jours plus tard à «Wilfrid Laurier de former un gouvernement de coalition où libéraux et conservateurs s'uniraient pour appliquer la mesure». Le chef du parti libéral rejette la proposition de Borden, refusant la conscription. L’historien Réal Bélanger avance plusieurs hypothèses à ce refus: d’une part, Laurier avait toujours favorisé une non-imposition d’un enrôlement obligatoire, un revirement sur ce point lui aurait donc causé une mauvaise presse auprès de la population; d’autre part, il aurait envisagé l’engagement du pays dans la guerre davantage comme un appui et un soutien au Royaume-Uni. Laurier aurait également déclaré qu’envisager la conscription n’aurait pas été favorable à la bonne marche des industries au sein du pays, de même qu’à l’immigration qui apportait une richesse économique au Canada.

#### Les élections de 1917
Pendant cette période politiquement troublée, en plus de ces enjeux autour de la conscription, de nouvelles élections allaient avoir lieu en 1917. Les dernières se situaient en effet en 1911, et celles prévues en 1916 avaient été repoussées en raison de la situation de guerre. Le Parti conservateur avait donc tout intérêt à regagner en popularité, ce pourquoi Borden tenta aussi de former un gouvernement de coalition. Après le refus de Laurier de cette union, le premier ministre trouve tout de même un soutien de la part de plusieurs libéraux anglophones. Les discussions au sujet d’une coalition se poursuivent durant les mois qui suivent. Robert Craig Brown et Ramsay Cook rappellent que les élections ne sont tout de même pas assurées pour Borden, étant donné que les Libéraux pourront certainement compter sur le vote des Canadiens français, et que peu de votes des soldats à l’étranger pourront être comptabilisés. Ainsi, le fait de retirer ce droit à des soldats hésitants ou antibritanniques, tout en l’octroyant à des femmes patriotiques pouvait faire pencher la balance du côté d’un parti soutenant la conscription.

#### La Loi des électeurs militaires
C’est ainsi que deux lois furent proposées: la Loi des électeurs militaires et la Loi des élections en temps de guerre. La première, adoptée en septembre 1917, consistait en un octroi du droit de vote à tous les sujets britanniques membres des forces armées, hommes comme femmes. Pour la première fois, une partie de la gent féminine était officiellement en mesure de voter à un niveau fédéral, tandis que des hommes qui n’étaient par exemple pas nécessairement en possession d’un bien immobilier ou âgés de plus de 21 ans possédaient également ce droit. Brown et Cook précisent par ailleurs que le gouvernement avait changé les modalités de vote; les électeurs militaires ne pouvaient alors plus voter pour un candidat en particulier, mais simplement pour ou contre le gouvernement. Les conditions étaient donc réunies pour maximiser un soutien à l’enrôlement obligatoire et au parti unioniste envisagé de Borden.  

## Contenu

### Le changement du statut des électeurs
La deuxième loi, Loi des élections en temps de guerre, fut adoptée le 20 septembre 1917 et consista en une modification de la Loi des élections fédérales. La légitimité des électeurs reposait désormais sur la situation de guerre: ceux qui étaient susceptibles de trahison étaient mis de côté, tandis que les patriotes étaient les plus protégés. Avec cette loi, les immigrants provenant de pays ennemis au Royaume-Uni (et donc par extension au Canada), comme les Allemands par exemple, se voyaient dépouillés du droit de vote s’ils avaient été naturalisés après 1902. Faisaient exception les individus nés en France, en Italie ou au Danemark, et ceux qui étaient arrivés au Canada avant l’annexion de leur territoire d’origine à l’Allemagne ou l’Autriche. Dans la même idée d’exclusion de tout élément potentiellement ennemi, les personnes dont la langue maternelle était celle de l'adversaire étaient également exemptes du droit de vote. Comme le rappellent Stéphane Perrault et al., ce sont surtout «les Néo-Canadiens vivant dans les Prairies qui sont le plus affectés par la Loi des élections en temps de guerre […]». De plus, la loi enlève également «le droit de vote aux objecteurs de conscience. Elle frappe aussi les mennonites et les doukhobors, deux groupes pacifistes, pourtant officiellement exemptés du service militaire par le gouvernement canadien lui-même, les premiers depuis 1873, les seconds depuis 1898». L’idée est donc de favoriser radicalement les personnes qui, selon le parti au pouvoir, seraient les plus patriotes.

### L’organisation des votes
Dans la même veine, l’organisation des votes est également modifiée et reprise en main par le gouvernement: si les provinces pouvaient auparavant elles-mêmes constituer leurs listes électorales, elles sont désormais gérées par des recenseurs approuvés par le système fédéral. Dans ce contexte, le parti au pouvoir était indéniablement favorisé, laissant de côté les intérêts du peuple comme du Parti libéral. Stéphane Perrault et al. rappellent par ailleurs que certains n’étaient pas dupes, et remarquaient bien où étaient les intérêts du gouvernement en temps de guerre. Les auteurs citent par exemple la réaction de la présidente de la Canadian Suffrage Association, qui trouvait que «cette loi aurait été plus honnête si elle s'était limitée à retirer le droit de vote à tous ceux qui ne promettraient pas de voter pour les conservateurs!». En effet, Borden était déterminé à tout mettre en œuvre pour s’assurer une place au pouvoir et continuer à soutenir le Royaume-Uni dans sa lutte en temps de guerre.

### Le droit de vote fédéral pour certaines femmes
Un des éléments majeurs de la Loi, principalement mis en avant par les travaux d’historiens est l’octroi du droit de vote à certaines femmes. En effet, toujours dans une optique de maximiser des votes en faveur du gouvernement et de la conscription, toutes les femmes reliées (par le sang ou la loi) à des hommes ou à des femmes engagés dans l’effort de guerre pouvaient voter. Il fallait bien sûr que ces personnes respectent les critères d’âge, de nationalité et de résidence de leur province.

#### Une réaction aux revendications des suffragettes?
En autorisant le droit de vote aux femmes qui ne participaient pas nécessairement directement à l’effort de guerre, plusieurs historiens et historiennes se sont interrogés sur la signification de cet acte en vertu des mouvements des suffragettes bien ancrés dans le paysage politique de l’époque, comme the Montreal Suffrage Association. Certains historiens, comme Manon Tremblay, décrivent l’acte de loi comme relevant d’une «manipulation partisane à peine voilée». De son point de vue, le gouvernement n’aurait ainsi pas cédé à une quelconque pression de la part des suffragettes qui réclamaient le droit de vote fédéral à cette époque. Elle avance cette hypothèse en raison de deux arguments: premièrement, ce droit était tout à coup enlevé à certaines femmes qui auraient continué de l’avoir dans d’autres conditions; deuxièmement, la situation relevait d’une forme d’humiliation pour les femmes, puisqu’elles n’avaient pas hérité de ce droit en raison de leurs aptitudes, mais bien en fonction seulement de leurs relations (de sang ou de loi) avec un homme. En revanche, pour d’autres historiens et historiennes, la décision d’inclure certaines femmes était une conséquence, aussi, du combat des suffragettes. Veronica Strong-Boag défend par exemple le fait que les intentions du gouvernement étaient de trois sortes: «reconnaître la contribution des femmes à l’effort de guerre, attirer de futures électrices en accordant le droit de vote aux femmes et renforcer le soutien à la conscription». En somme, les revendications des suffragettes à cette époque n’auraient pas été négligeables dans la compréhension de la situation.

## Conséquences

### Les réactions des suffragettes
Les interprétations diverses des historiens et historiennes sur la question du droit de vote accordé aux femmes font écho aux réactions ambivalentes des suffragettes à cette époque. En effet, entre approbations et dénonciations, de nombreux témoignages rendent compte tantôt d’une récompense face aux efforts des femmes, tantôt de leur utilisation à des fins politiques.

#### Les approbations
Parmi les réactions positives à la suite de l’adoption de la Loi des élections en temps de guerre, nous retrouvons par exemple celle de Constance Hamilton, très active dans la lutte pour l’égalité et citée par Carol Lee Bacchi-Ferraro: «We want our freedom as women, but we want the freedom of the world most. The greater will include the less. We should keep before our eyes the fact that the war is not yet won». Contente de la loi compte tenu de la situation, la suffragette rappelait à ses compatriotes que la législation était à remettre dans son contexte. En tant que mesure de guerre, elle permettait simplement de faire le tri entre les femmes loyales à la cause et celles qui ne l’étaient pas.

#### Les dénonciations
Des réactions contraires apparaissaient dans la sphère publique dans le même temps. Outre la réaction ironique de la Dr. Margaret Gordon (présidente de la Canadian Suffrage Association) citée précédemment, d’autres suffragettes, notamment peu en faveur de la conscription dénonçaient la loi. Ce fut le cas d’Edith Macdonald, qui voyait la situation comme une tentative d’avantager le Parti conservateur. Selon elle, si le vote des femmes avait été si important pour le gouvernement, il aurait fait en sorte de l’octroyer de la même manière qu’aux hommes, c’est-à-dire empêcher aux étrangers et non patriotes de l’obtenir, mais l’accorder au reste.

### Influences sur la vie politique
Les réactions, du côté de la vie politique, ne se feront pas attendre. En effet, après les deux lois proposées, Borden gagne un certain soutien en vue des élections de 1917. Dans le même temps, les choses changent aussi du côté du droit de vote des femmes dès 1918.

#### Les élections de 1917
En hiver 1917, les élections furent gagnées par le Parti unioniste créé par Borden. Avant l’annonce du résultat, «comme le prévoit la Loi des électeurs militaires, on dépouille d'abord le vote des électeurs civils avant de passer à celui des électeurs militaires. Le vote militaire favorise les candidats conservateurs à plus de 90%». Si, comme le note Ramsay Cook, Québec restait fidèle à Wilfrid Laurier, le pays était divisé en raison des lois imposées. La conscription fut donc adoptée et justifiée comme un soutien continuel de la part du Canada dans l’effort de guerre.  

#### Loi ayant pour objet de conférer le suffrage aux femmes
Du côté du droit de vote des femmes, la situation change en 1918. Borden prépare un projet de loi qui permettrait à la plupart des femmes de voter à un niveau fédéral. Malgré un accueil mitigé par certains députés, «la Loi ayant pour objet de conférer le suffrage aux femmes reçoit la sanction royale le 24 mai 1918». Pour des historiennes comme Strong-Boag, c’est une victoire pour les femmes qui se battent pour ce droit depuis longtemps. Elle note: «après l’adoption de la conscription, le gouvernement déclare que les femmes ont mérité le droit de vote grâce à leur effort de guerre». La loi est donc vue directement comme une récompense de leur travail et de leur soutien durant cette période difficile de l’histoire canadienne. Pour d’autres auteurs, comme Manon Tremblay, cette initiative ne relèverait pas tant d’une volonté d’égalité. Elle serait plutôt à voir comme une manière de mettre en avant les rôles respectifs de chaque sexe. En effet, un des arguments qui avait cours à cette époque en faveur du droit de vote des femmes, utilisé par les suffragettes elles-mêmes, était qu’elles étaient supérieures moralement à l’homme, ce lui leur permettrait d’avoir une bonne influence sur la vie politique.